# Grand Prix moto de la Communauté valencienne 2007
Le Grand Prix de la Communauté valencienne 2007 était la dernière épreuve du championnat du monde de vitesse moto 2007. Il a eu lieu du 2 au 4 novembre 2007 sur le circuit de Valence. C'est la 9e édition du Grand Prix moto de la Communauté valencienne.

## Classement des MotoGP
| Pos  | N° | Pilote           | Manufacturier | Tours | Temps           | Points |
| ---- | -- | ---------------- | ------------- | ----- | --------------- | ------ |
| 1    | 26 | Daniel Pedrosa   | Honda         | 30    | 46 min 43 s 533 | 25     |
| 2    | 27 | Casey Stoner     | Ducati        | 30    | +5 s 447        | 20     |
| 3    | 21 | John Hopkins     | Suzuki        | 30    | +20 s 404       | 16     |
| 4    | 33 | Marco Melandri   | Honda         | 30    | +24 s 827       | 13     |
| 5    | 65 | Loris Capirossi  | Ducati        | 30    | +25 s 804       | 11     |
| 6    | 71 | Chris Vermeulen  | Suzuki        | 30    | +25 s 862       | 10     |
| 7    | 4  | Alex Barros      | Ducati        | 30    | +29 s 470       | 9      |
| 8    | 1  | Nicky Hayden     | Honda         | 30    | +30 s 333       | 8      |
| 9    | 14 | Randy de Puniet  | Kawasaki      | 30    | +30 s 895       | 7      |
| 10   | 24 | Toni Elías       | Honda         | 30    | +31 s 030       | 6      |
| 11   | 50 | Sylvain Guintoli | Yamaha        | 30    | +38 s 763       | 5      |
| 12   | 7  | Carlos Checa     | Honda         | 30    | +42 s 506       | 4      |
| 13   | 5  | Colin Edwards    | Yamaha        | 30    | +46 s 572       | 3      |
| 14   | 56 | Shinya Nakano    | Honda         | 30    | +57 s 069       | 2      |
| 15   | 6  | Makoto Tamada    | Yamaha        | 30    | +56 s 879       | 1      |
| 16   | 13 | Anthony West     | Kawasaki      | 30    | +1 min 15 s 369 |        |
| Abd. | 46 | Valentino Rossi  | Yamaha        | 19    | Abandon         |        |
| Abd. | 80 | Kurtis Roberts   | KR212V        | 10    | Abandon         |        |

## Classement 250 cm3
| Pos  | N° | Pilote              | Manufacturier | Tours | Temps           | Grille | Points |
| ---- | -- | ------------------- | ------------- | ----- | --------------- | ------ | ------ |
| 1    | 36 | Mika Kallio         | KTM           | 27    | 43 min 28 s 349 | 1      | 25     |
| 2    | 3  | Alex De Angelis     | Aprilia       | 27    | +0 s 371        | 9      | 20     |
| 3    | 6  | Alex Debon          | Aprilia       | 27    | +6 s 797        | 8      | 16     |
| 4    | 34 | Andrea Dovizioso    | Honda         | 27    | +6 s 880        | 10     | 13     |
| 5    | 80 | Héctor Barberá      | Aprilia       | 27    | +12 s 767       | 5      | 11     |
| 6    | 60 | Julián Simón        | Honda         | 27    | +13 s 030       | 7      | 10     |
| 7    | 1  | Jorge Lorenzo       | Aprilia       | 27    | +14 s 751       | 2      | 9      |
| 8    | 55 | Yuki Takahashi      | Honda         | 27    | +16 s 437       | 3      | 8      |
| 9    | 12 | Thomas Luthi        | Aprilia       | 27    | +16 s 551       | 14     | 7      |
| 10   | 4  | Hiroshi Aoyama      | KTM           | 27    | +20 s 223       | 11     | 6      |
| 11   | 58 | Marco Simoncelli    | Gilera        | 27    | +23 s 626       | 4      | 5      |
| 12   | 41 | Aleix Espargaró     | Aprilia       | 27    | +31 s 805       | 12     | 4      |
| 13   | 15 | Roberto Locatelli   | Gilera        | 27    | +34 s 310       | 13     | 3      |
| 14   | 25 | Alex Baldolini      | Aprilia       | 27    | +58 s 825       | 20     | 2      |
| 15   | 8  | Ratthapark Wilairot | Honda         | 27    | +58 s 845       | 19     | 1      |
| 16   | 28 | Dirk Heidolf        | Aprilia       | 27    | +59 s 688       | 18     |        |
| 17   | 73 | Shuhei Aoyama       | Honda         | 27    | +1 min 01 s 510 | 15     |        |
| 18   | 7  | Efren Vazquez       | Aprilia       | 27    | +1 min 19 s 620 | 23     |        |
| 19   | 44 | Taro Sekiguchi      | Aprilia       | 27    | +1 min 20 s 598 | 27     |        |
| 20   | 21 | Federico Sandi      | Aprilia       | 27    | +1 min 24 s 412 | 24     |        |
| 21   | 50 | Eugene Laverty      | Honda         | 27    | +1 min 27 s 529 | 25     |        |
| 22   | 31 | Álvaro Molina       | Aprilia       | 26    | +1 tour         | 22     |        |
| 23   | 10 | Imre Toth           | Aprilia       | 26    | +1 tour         | 26     |        |
| 24   | 53 | Santiago Barragan   | Honda         | 26    | +1 tour         | 28     |        |
| Abd. | 17 | Karel Abraham       | Aprilia       | 20    | Accident        | 21     |        |
| Abd. | 19 | Álvaro Bautista     | Aprilia       | 20    | Accident        | 6      |        |
| Abd. | 18 | Joshua Sommer       | Honda         | 19    | Abandon         | 29     |        |
| Abd. | 16 | Jules Cluzel        | Honda         | 25    | Accident        | 17     |        |
| Abd. | 32 | Fabrizio Lai        | Aprilia       | 0     | Accident        | 1      |        |

## Classement 125 cm3
| Pos  | N° | Pilote                | Manufacturier | Temps            | Grille | Points |
| ---- | -- | --------------------- | ------------- | ---------------- | ------ | ------ |
| 1    | 55 | Hector Faubel         | Aprilia       | 40 min 14 s 228  | 2      | 25     |
| 2    | 14 | Gabor Talmacsi        | Aprilia       | + 0 s 185        | 1      | 20     |
| 3    | 33 | Sergio Gadea          | Aprilia       | + 0 s 286        | 3      | 16     |
| 4    | 75 | Mattia Pasini         | Aprilia       | + 0 s 826        | 7      | 13     |
| 5    | 52 | Lukas Pesek           | Derbi         | + 0 s 878        | 4      | 11     |
| 6    | 12 | Esteve Rabat          | Honda         | + 5 s 850        | 11     | 10     |
| 7    | 22 | Pablo Nieto           | Aprilia       | + 9 s 038        | 5      | 9      |
| 8    | 38 | Bradley Smith         | Honda         | + 13 s 034       | 12     | 8      |
| 9    | 71 | Tomoyoshi Koyama      | KTM           | + 20 s 734       | 15     | 7      |
| 10   | 44 | Pol Espargaro         | Aprilia       | + 21 s 002       | 9      | 6      |
| 11   | 18 | Nicolas Terol         | Derbi         | + 21 s 002       | 6      | 5      |
| 12   | 24 | Simone Corsi          | Aprilia       | + 32 s 078       | 8      | 4      |
| 13   | 60 | Michael Ranseder      | Derbi         | + 39 s 706       | 16     | 3      |
| 14   | 7  | Alexis Masbou         | Honda         | + 39 s 548       | 26     | 2      |
| 15   | 34 | Randy Krummenacher    | KTM           | + 39 s 706       | 17     | 1      |
| 16   | 51 | Stevie Bonsey         | KTM           | + 39 s 880       | 27     |        |
| 17   | 27 | Stefano Bianco        | Aprilia       | + 40 s 877       | 18     |        |
| 18   | 77 | Dominique Aegerter    | Aprilia       | + 40 s 998       | 22     |        |
| 19   | 20 | Roberto Tamburini     | Aprilia       | + 44 s 169       | 24     |        |
| 20   | 29 | Andrea Iannone        | Aprilia       | + 44 s 173       | 25     |        |
| 21   | 99 | Daniel Webb           | Honda         | + 54 s 912       | 28     |        |
| 22   | 95 | Robert Muresan        | Derbi         | + 1 min 09 s 235 | 29     |        |
| 23   | 63 | Mike Di Meglio        | Honda         | + 1 min 12 s 208 | 20     |        |
| 24   | 37 | Joey Litjens          | Honda         | + 1 min 12 s 315 | 32     |        |
| 25   | 13 | Dino Lombardi         | Honda         | + 1 min 12 s 770 | 34     |        |
| 26   | 78 | Daniel Saez           | Aprilia       | + 1 min 12 s 786 | 31     |        |
| 27   | 30 | Pere Tutusaus         | Aprilia       | + 1 min 12 s 868 | 33     |        |
| 28   | 79 | Ferruccio Lamborghini | Aprilia       | + 1 min 16,195   | 37     |        |
| 29   | 40 | Alen Gyorfi           | Aprilia       | + 1 min 38 s 850 | 36     |        |
| 30   | 6  | Joan Olive            | Aprilia       | + 1 tour         | 13     |        |
| Abd. | 8  | Lorenzo Zanetti       | Aprilia       | Abandon          |        |        |
| Abd. | 53 | Simone Grotzkyj       | Aprilia       | Abandon          |        |        |
| Abd. | 11 | Takaaki Nakagami      | Honda         | Abandon          |        |        |
| Abd. | 98 | Sandro Cortese        | Aprilia       | Abandon          |        |        |
| Abd. | 35 | Raffaele De Rosa      | Aprilia       | Abandon          |        |        |
| Abd. | 17 | Stefan Bradl          | Aprilia       | Abandon          |        |        |
| Abd. | 76 | Ivan Maestro          | Honda         | Abandon          |        |        |